# ITS Testfeld Merzig
Das ITS Testfeld Merzig, kurz ITeM, ist ein im Jahr 2014 begonnenes Forschungsprojekt zum Thema Entwicklung intelligenter Transportsysteme (ITS) und vernetztes Fahren, an dem die HTW Saar (Forschungsgruppe Verkehrstelematik), die Kreisstadt Merzig, mehrere Kommunikationsdienstleistungsanbieter (Deutsche Telekom, Vodafone, Siemens), das unabhängige Datenschutzzentrum Saar und verschiedene Anbieter von Verkehrsmanagement-Lösungen beteiligt sind.

## Geschichte
Inhaltlich wurde die Forschung im Jahr 2015 auch auf neurokognitive Aspekte ausgeweitet, was federführend von der Universität des Saarlandes begleitet wird. Ab 2017 wurde das zunächst auf Merzig beschränkte Testfeld erheblich vergrößert und zum Digitalen Testfeld Deutschland-Frankreich-Luxemburg erweitert. So wurden in der Landeshauptstadt Saarbrücken mehrere Knotenpunkte mit Komponenten ausgerüstet und eine durch alle drei Länder führende Autobahn-Teststrecke angebunden.
Das Projekt wird finanziert durch das Bundesministerium für Bildung und Forschung, das Bundesministerium für Digitales und Verkehr sowie das Saarland. Etwa alle zwei Jahre wird die interessierte Öffentlichkeit am Tag des offenen Testfeldes über den aktuellen Stand des Forschungsprojektes informiert. In der Stadthalle Merzig fand vom 28. bis 29. April 2022 erstmals der Kongress „Mobilität ohne Grenzen“ statt, der über das Thema informierte und die Möglichkeit bot, an durch die HTW Saar angebotenen Testfahrten teilzunehmen.

## Umfang
Geforscht wird unter anderem an Lösungen zu folgenden Teilaspekten der ITS:

### Praktische Fragen
- Abbiegeassistent
- Abstandswarner
- Ampelassistent (Restrot-Anzeige, Grüne Welle und Verzögerungsassistent)
- Arbeits-/Baustellenwarnungen
- Auffahrwarnung, Pre-Crash (Notbremsassistent, Insassenschutzsystem)
- Einsatzfahrzeug-Warnung
- Elektronisches Bremslicht bei Notbremsung
- Fahrstreifenbenutzung-Warnung
- Falschfahrerwarnsystem
- Gefahrenstellen-Warnung
- Intelligentes Parken, Verkehrsmittelnutzer-Informationssystem
- Kontrollverlust-Warnung
- Kreuzungsassistent
- Kurvengeschwindigkeit-Warnung
- Nicht-überholen-Warnung
- Platooning (Kolonnenfahrt)
- Prioritätsanforderungen für Ampelanlagen/Ampel-Beeinflussung
- Rechtsabbieger vor dem Bus
- Rotlichtverstoß-Warnung
- Schutz schwacher Verkehrsteilnehmer
  - Fußgänger-Warnungen
  - Zweirad-Warnungen
- Spurwechselassistent
- Stoppschild-Lücke-Assistent
- Stoppschildwarnung
- Toter-Winkel-Warnung
- Verkehrszeichendarstellung im Fahrzeug
- Warnungen
  - vor dem Bus an der Haltestelle
  - vor einem liegengebliebenen Fahrzeug, Ergänzte Unfallmeldung für Einsatzkräfte
  - vor einem überholenden Fahrzeug
  - vor Fahrstreifen-/Geschwindigkeitsbeschränkungen
  - vor langsamen/stehenden Fahrzeugen
  - vor Übergröße des Fahrzeugs
  - an dem Bahnübergang
- Zugangskontrolle

### Technischer Umfang
Die Infrastruktur von ITeM nutzt Funkkommunikation, die das vernetzte Fahren ermöglicht. Darunter versteht sich die Kommunikation zwischen Fahrzeugen und ihrer Umwelt (Vehicle-to-Everything – V2X oder Car2X), bzw. die Kommunikation von Fahrzeugen untereinander (Vehicle-to-Vehicle – V2V oder Car-to-Car – C2C) und mit der Verkehrsinfrastruktur (Vehicle-to-Infrastructure – V2I oder Car-to-Infrastructure – C2I).
Es umfasst:
- Kommunikationseinheit – Communication Control Unit (CCU)
- Recheneinheit (Anwendungsrechner) – Application Unit (AU)
- Intelligent Roadside Station (IRS), Roadside/Road Side Unit (RSU)
- Mobile Einheit für Fahrzeuge – Vehicle ITS-Station, auch Intelligent Vehicle Station (IVS), On-board Unit (OBU)
- Fußgängerkameras
- Verkehrskameras
- Ladesäulen
- RFID-Antennen (verbunden mit RFID-Leser in der Ladesäule)
- Serverzentrale und Speichernetzwerk – IT-center